# هارتزل
هارتزل (انگلیسی: Hartzell) شرکت هوافضای آمریکایی است، که در سال ۱۹۱۷ تأسیس شد.